# داستین واچمن
داستین واچمن (زادهٔ ۲ مارس ۱۹۷۹) یک هنرپیشه اهل ایالات متحده آمریکا بود.  او در سریال تلویزیونی لاست نقشی تکراری داشت که نقش اسکات جکسون، یکی از بازماندگان تصادف را داشت که بقیه بازماندگان دائماً نامش را با استیو جنکینز، با بازی کریستین بومن، مخلوط می‌کردند. او در چندین قسمت در فصل ۱-۶ به عنوان یک بازمانده از سقوط، اسکات جکسون، و یک بدل برای متیو فاکس ، جاش هالووی و تری اوکوئین ظاهر شد. او همچنین بازیگر فیلم کشتی جنگی در نقش سکاندار سامسون در کنار الکساندر اسکارسگارد بود. او بعداً در سریال تلویزیونی جدید هاوایی فایو-زیرو برای فصل ۱ و قسمتی از فصل ۲ نقش دو نفره الکس اولافلین را برعهده داشت تا اینکه در اواخر سال ۲۰۱۱ به خارج از کشور نقل مکان کرد تا به تحصیل در سطح بین المللی بپردازد.
از سال ۲۰۰۸، داستین واچمن به بیش از ۳۵ کشور سفر کرده است و یک شرکت سرمایه گذاری برای کمک به مشاغل کوچک و فرصت های داوطلبانه در سطح بین المللی در چندین کشور راه اندازی کرده است. این گروه دوناوی نام دارد. او همچنین اخیراً در افغانستان در پایگاه ناتو در کابل خدمت می‌کرد و به آموزش خلبانان افغان کمک می‌کرد.
واچمن در سیلم، اورگان متولد شد. او در دانشگاه هاوایی برای مدرک لیسانس بازاریابی و دانشگاه ایالتی فورت هیز برای مدرک کارشناسی ارشد خود در آموزش تحصیل کرد.